# Alípio Virgílio Di Primio
Alípio Virgílio Di Primio (Porto Alegre, 20 de agosto de 1877 – Rio de Janeiro, 23 de julho de 1945) foi um general de brigada do Exército Brasileiro e um dos pioneiros da moderna geografia brasileira.
Foi o fundador do Instituto Geográfico do Exército e é o patrono do Serviço Geográfico do Exército, hoje batizado com seu nome.

## Carreira militar
Ingressou no Exército em 24 de abril de 1895, na antiga Escola Militar da Praia Vermelha, no Rio de Janeiro. Concluiu o Curso de Engenharia e bacharelou-se em Matemática e Ciências Físicas.
Ainda major, organizou o Serviço Geográfico Militar no Rio de Janeiro, permanecendo ali como diretor de 1923 a 1927 e de 1929 a 1932. Como coronel, tornou-se então o primeiro diretor do Serviço Geográfico do Exército até 1938.
Representante das Forças Armadas no Conselho Nacional de Geografia, foi também Adido Militar na Embaixada Brasileira em Paris, onde conheceu e tornou-se amigo de Santos Dumont.

## Obra
Foi um dos pioneiros da Carta Geral do Brasil (ver também: Carta Geográfica do Brasil (1922)), empreitada destinada a mapear o Brasil, integrando sua Comissão de 1902 a 1910. Instalada oficialmente em 1903 em Porto Alegre, o projeto era na época o primeiro de caráter sistemático para a cartografia terrestre. Ao final de sua participação, o governo federal (através do Ministério da Guerra) envia o então capitão, para Viena, na Europa, a fim de trazer para o Brasil o método estereofotogramétrico.
A Comissão perderia, em 1915, a tarefa de realizar a carta nacional para o Clube de Engenharia do Rio de Janeiro. Mesmo assim, uma vez de retorno, Alípio Di Primio junta-se ao Major Alfredo Vidal e testa os conhecimentos adquiridos na elaboração da Carta Cadastral da Capital da República, exposta na Exposição Comemorativa do Centenário da Independência do Brasil, em 1922. A carta, resultado do primeiro experimento fotogramétrico no Brasil, "foi merecedora de muitos elogios".
O general também foi estudioso da astronomia, geodésia e topografia, em especial do trabalho com fotogrametria, escrevendo tratados e artigos científicos a respeito e participando da comunidade científica da época. Sua mais célebre obra são suas Cartas celestes e diagramas.

## Reconhecimento

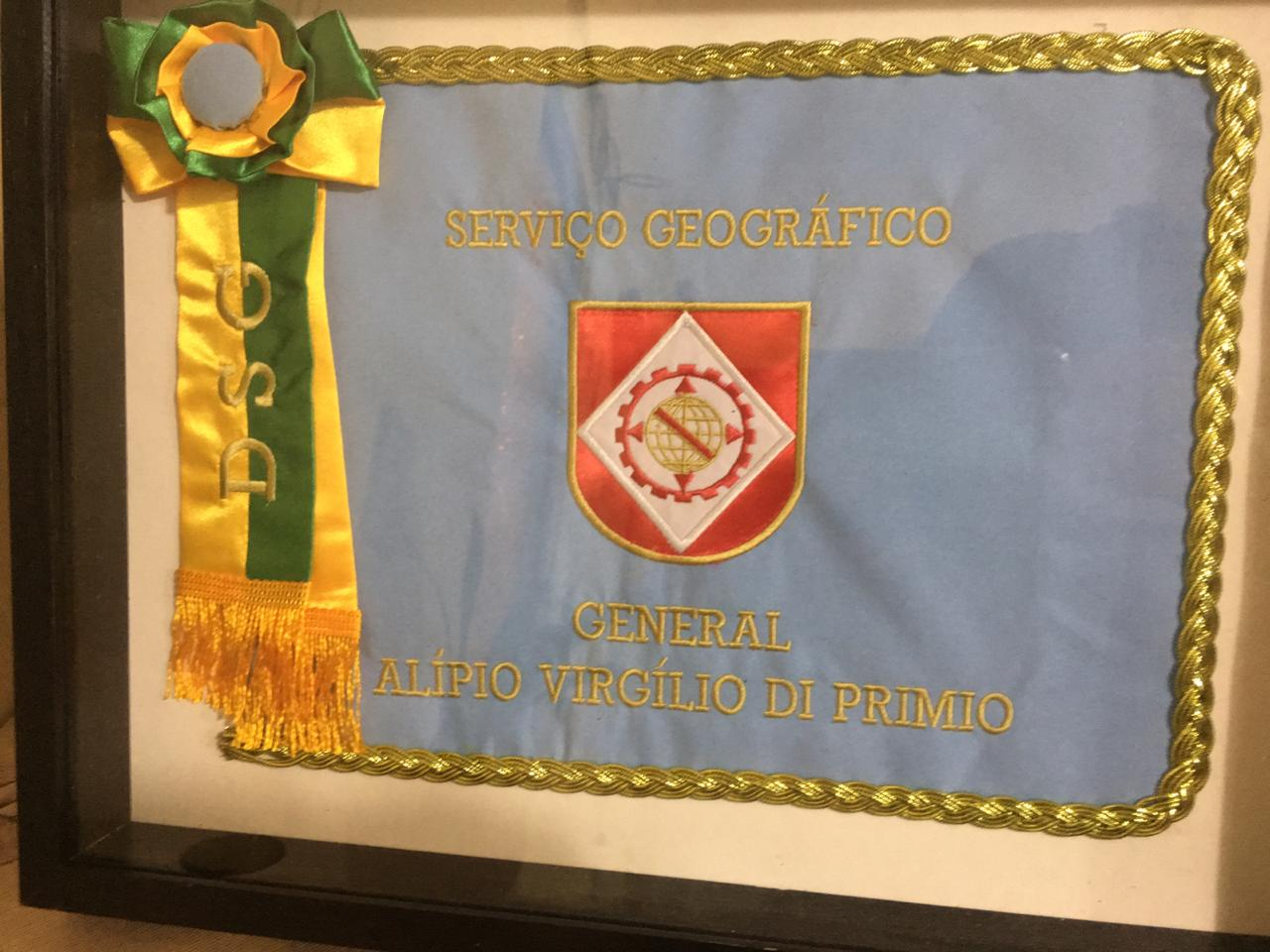
Estandarte Histórico da Diretoria de Serviço Geográfico com os dísticos levando o nome do General Alípio Di Primo

Em 2018, por intermédio da portaria nº 1.106, a Diretoria do Serviço Geográfico do Exército recebeu a Denominação Histórica de "Serviço Geográfico General Alípio Virgílio Di Primio".
Em 2019, por meio da portaria nº 782, a Diretoria concede ao seu Estandarte Histórico os dísticos com o nome do general.
Também possui um busto em sua homenagem no hall da sede da Diretoria do Serviço Geográfico do Exército, ao lado do major Alfredo Vidal.